# Radio Television Afghanistan
Radio Television Afghanistan, nota anche con l'acronimo RTA (in pashto: د افغانستان ملي راډيو تلويزون Da Afġanistan Mīlī Radīo Telvizoon, in persiano: رادیو تلویزیون ملی افغانستان Rādīo Telvizoon-e Mīlī-e Afġānestān), è l'ente radiotelevisivo pubblico dell'Afghanistan. Trasmette dalla capitale Kabul in pashto e persiano.

## Storia
Radio Afghanistan iniziò con Radio Kabul nel 1925 (nel 1304 secondo il calendario iraniano), durante l'era di Re Amānullāh Khān. Due trasmettitori radio della capacità di 400 watt furono procurati dall'azienda tedesca Telefunken, uno dei quali fu installato a Koti Londoni, vicino al ponte di Artel, mentre l'altro fu posto a Kandahar. I programmi musicali e le notizie venivano trasmessi per poche ore.

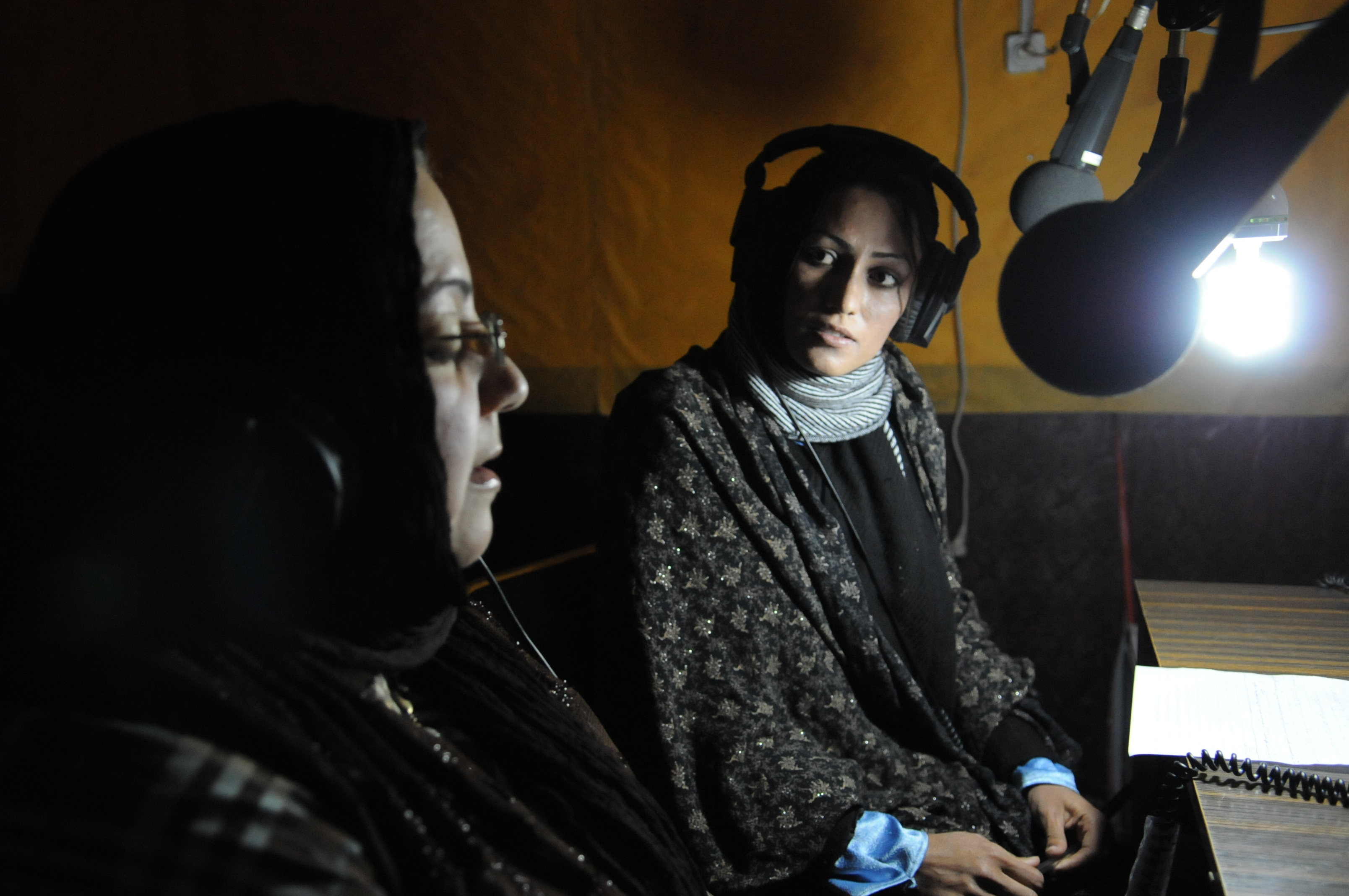
Una trasmissione radiofonica regionale in diretta a Farah nel 2013.

La sede televisiva e i relativi studi furono costruiti nel 1976 grazie a degli aiuti economici del Giappone e i programmi debuttarono il 19 agosto 1978.

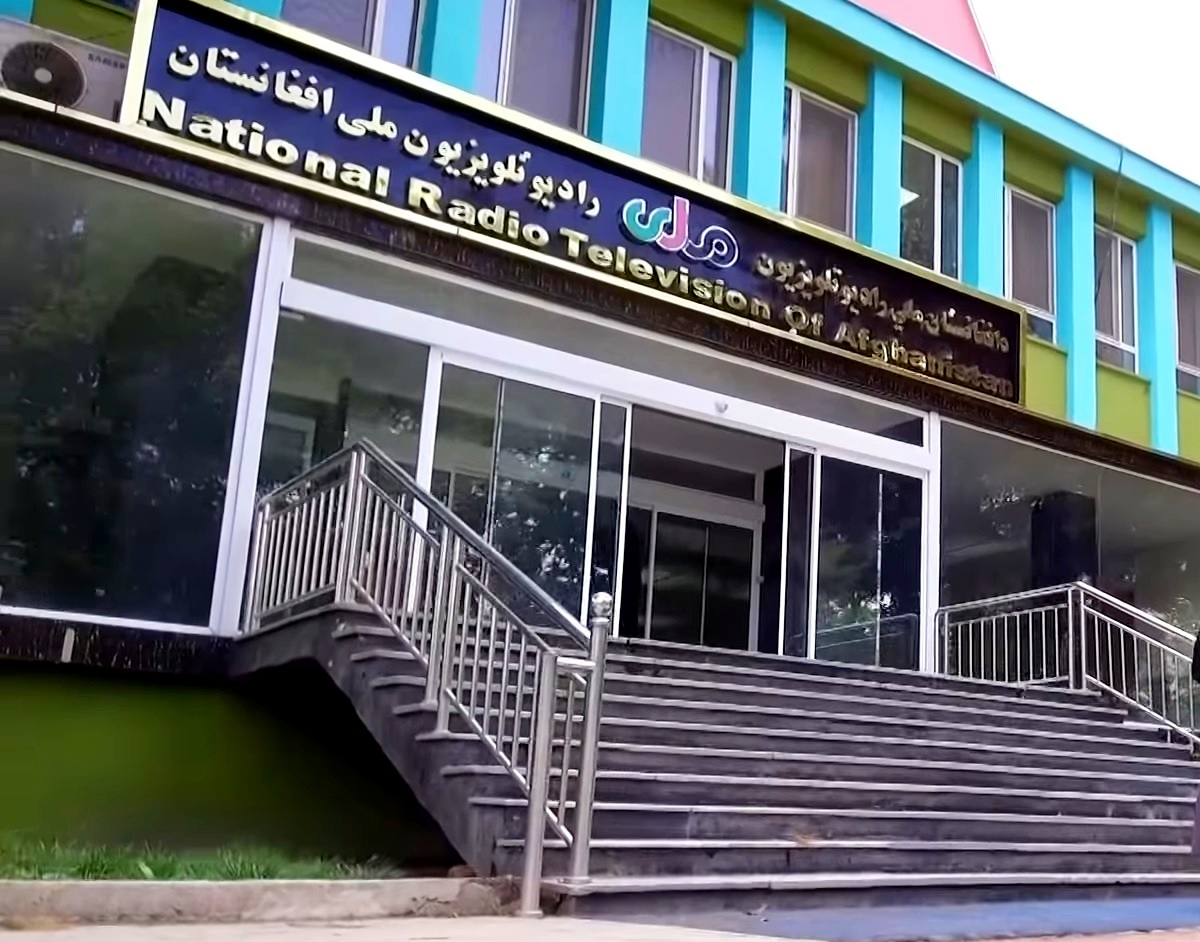
Sede di RTA a Wazir Akbar Khan, Kabul.

Radio Television Afghanistan ha sedi regionali in ogni provincia, che offrono programmi radiofonici e, in alcune province, anche televisivi di tipo provinciale. Trasmettono materiale prodotto a livello provinciale, intervallato da telegiornali distribuiti dalla redazione giornalistica di Kabul. Le sedi regionali sono solitamente collegate agli uffici dei governatori provinciali. I programmi includono una grossa quantità di messaggi governativi.

## Servizi
RTA gestisce due canali televisivi nazionali e una stazione radiofonica nazionale.

### Televisione
| Nome                            | Sede  | Тipo        | Lancio | Lingua            |
| ------------------------------- | ----- | ----------- | ------ | ----------------- |
| Afghanistan National Television | Kabul | generalista | 1978   | pashto e persiano |
| RTA Sport                       | Kabul | Sport       |        | pashto e persiano |

### Radio
| Nome              | Sede  | Тipo        | Lancio | Lingua            |
| ----------------- | ----- | ----------- | ------ | ----------------- |
| Radio Afghanistan | Kabul | generalista | 1925   | pashto e persiano |

## Ricezione

### Satellite[6]
| Satellite          | G-Sat 17                                                    | TurkmenÄlem-MonacoSat                                       |
| Posizione orbitale | 93.5° Est                                                   | 52.0° Est                                                   |
| Bouquet            | /                                                           | /                                                           |
| Canali             | Afghanistan National Television RTA Sport Radio Afghanistan | Afghanistan National Television RTA Sport Radio Afghanistan |
| Frequenza          | 4150 MHz                                                    | 10887 MHz                                                   |
| Polarizzazione     | Orizzontale                                                 | Verticale                                                   |
| SR                 | 4000                                                        | 27500                                                       |
| FEC                | 3/4                                                         | 2/3                                                         |
| Modulazione        |                                                             |                                                             |

### Digitale terrestre
I canali di RTA sono diffusi in standard DVB-T HD.

### Streaming
I servizi TV e radio di RTA sono disponibili in streaming.